# Heart of Cash
Heart of Cash je album Johnnyja Casha iz 1968. To je u biti kompilacijski album, iako je uključeno nekoliko novih pjesama. Tri pjesme s albuma postale su relativno uspješni singlovi, dok je verzija "Girl in Saskatoon" objavljena 2006. na Personal File.

## Popis pjesama
1. "I Walk the Line" (Cash)
2. "Lumberjack" (Leon Payne)
3. "Five Feet High and Rising" (Cash)
4. "I Got Stripes" (Cash, Charlie Williams)
5. "Green, Green Grass of Home" (Curly Putman)
6. "Why Do You Punish Me (for Loving You)" (Erwin King)
7. "Frankie's Man Johnny" (Cash)
8. "A Certain Kinda Hurtin'" (Cash)
9. "Mean as Hell" (Cash)
10. "Locomotive Man" (Cash)
11. "Folsom Prison Blues" (Cash)
12. "Don't Take Your Guns to Town" (Cash)
13. "The Matador" (Cash, June Carter)
14. "Long Black Veil" (Danny Dill, Marijohn Wilkin)
15. "The Sons of Katie Elder" (Earl Sheldon, Elmer Bernstein)
16. "The Ballad of Boot Hill" (Carl Perkins)
17. "Happiness is You" (Cash, Carter)
18. "When I've Learned Enough to Die"
19. "Girl in Saskatoon" (Cash, Johnny Horton)
20. "Ancient History" (Irene Stanton, Wayne Walker)

## Ljestvice
Singlovi - Billboard (Sjeverna Amerika)
| Godina | Singl                     | Ljestvica        | Pozicija |
| ------ | ------------------------- | ---------------- | -------- |
| 1968.  | "I Got Stripes"           | Country singlovi | 4        |
| 1968.  | "I Got Stripes"           | Pop singlovi     | 43       |
| 1968.  | "The Matador"             | Country singlovi | 2        |
| 1968.  | "The Matador"             | Pop singlovi     | 44       |
| 1968.  | "The Sons of Katie Elder" | Country singlovi | 10       |